# Dzsiannisz Maszúrasz
Dzsiannisz Maszúrasz (Pátra, 1996. augusztus 24. –) görög korosztályos válogatott labdarúgó, a AÉ Kifiszíá középpályása.

## Pályafutása

### Klubcsapatokban
Maszúrasz a görögországi Pátra városában született. Az ifjúsági pályafutását a helyi Atromitos Patras csapatában kezdte, majd a Panachaiki akadémiájánál folytatta.
2013-ban mutatkozott be a Panachaiki felnőtt keretében. 2015-ben a Láriszaszhoz, majd 2018-ban az Olimbiakószhoz igazolt. 2019 és 2022 között a Panióniosz és a Láriszasz, illetve a lengyel Górnik Zabrze és a holland Sparta Rotterdam csapatát erősítette kölcsönben. 2023. január 4-én másfél éves szerződést kötött a lengyel első osztályban érdekelt Miedź Legnica együttesével. Először a 2023. január 27-ei, Radomiak ellen 0–0-ás döntetlennel zárult mérkőzésen lépett pályára. Első gólját 2023. február 1-jén, a Lech Poznań ellen hazai pályán 2–2-es döntetlennel végződő találkozón szerezte meg. 2023. július 8-án a görög AÉ Kifiszíához írt alá.

### A válogatottban
Maszúrasz 2018-ban tagja volt a görög U21-es válogatottnak.

## Statisztikák
2023. május 14. szerint
| Klub                          | Szezon   | Osztály     | Bajnokság | Bajnokság | Kupa  | Kupa | Nemzetközi | Nemzetközi | Összesen | Összesen |
| Klub                          | Szezon   | Osztály     | Meccs     | Gól       | Meccs | Gól  | Meccs      | Gól        | Meccs    | Gól      |
| ----------------------------- | -------- | ----------- | --------- | --------- | ----- | ---- | ---------- | ---------- | -------- | -------- |
| Górnik Zabrze (kölcsönben)    | 2020–21  | Ekstraklasa | 23        | 0         | 2     | 0    | —          | —          | 25       | 0        |
| Sparta Rotterdam (kölcsönben) | 2021–22  | Eredivisie  | 18        | 0         | 1     | 0    | —          | —          | 19       | 0        |
| Miedź Legnica                 | 2022–23  | Ekstraklasa | 14        | 1         | 0     | 0    | —          | —          | 14       | 1        |
| Összesen                      | Összesen | Összesen    | 55        | 1         | 3     | 0    | 0          | 0          | 58       | 1        |